# Kleinbaai
Kleinbaai is een dorp in de Zuid-Afrikaanse provincie West-Kaap. Kleinbaai behoort tot de gemeente Overstrand dat onderdeel van het district Overberg is.